# Lsof
lsof (List open files) ist ein von Vic Abell entwickeltes Open-Source-Werkzeug, das auf Unix-Systemen anzeigt, welche Programme welche Dateien oder Sockets geöffnet halten.

## Ausgabeformat
Offene Dateien sind bei lsof
- UNIX Domain Sockets (type=unix)
- Reguläre Dateien (type=REG)
- FIFOs (type=FIFO)
- Geöffnete Verzeichnisse (type=DIR)
- Internet Domain sockets (type=IPv4 oder type=IPv6)
- Character devices (Spezialdateien wie /dev/random; type=CHR)

und noch einige dutzend andere, wie AX.25-Sockets, Block-Devices usw.
Die Ausgabe sieht dabei so aus:
```
COMMAND     PID   TID       USER   FD      TYPE             DEVICE SIZE/OFF       NODE NAME
...
ssh-agent  2678              lbo    3u     unix 0xffff88013e71cac0      0t0       7624 /tmp/ssh-oyerzGJI2633/agent.2633
ssh-agent  2678              lbo    6w     FIFO                0,8      0t0       4795 pipe
ssh-agent  2678              lbo    8r     FIFO                0,8      0t0       4799 pipe
system-co  2866              lbo  mem       REG                8,6   162968    1050015 /usr/lib/x86_64-linux-gnu/libssh2.so.1.0.1
sshd       3031             root  cwd       DIR                8,6     4096          2 /
sshd       3031             root  rtd       DIR                8,6     4096          2 /
sshd       3031             root  txt       REG                8,6   517088    1053360 /usr/sbin/sshd
sshd       3031             root  mem       REG                8,6   131107    1187879 /lib/x86_64-linux-gnu/libpthread-2.13.so
sshd       3031             root  mem       REG                8,6    80712    1180726 /lib/x86_64-linux-gnu/libresolv-2.13.so
sshd       3031             root    0u      CHR                1,3      0t0       1028 /dev/null
sshd       3031             root    3u     IPv4               8026      0t0        TCP *:ospfapi (LISTEN)
sshd       3031             root    4u     IPv6               8028      0t0        TCP *:ospfapi (LISTEN)
ssh        7314              lbo  cwd       DIR                8,7     4096    5767169 /home/lbo
ssh        8602              lbo    3r     IPv6              68343      0t0        TCP [2001:470:1f0b:2f2:3189:67c1:b550:9400]:56194->obsd-lbo6:ssh (ESTABLISHED)
...
udevd      3226             root  11u   netlink 0t0      10784 KOBJECT_UEVENT
...
```

Hier kann man sehr gut die unterschiedlichen Typen sehen (Spalte TYPE), hier vor allem anhand des sshd und ssh-Client.

## Ausgabeformat für andere Programme
Für die Verarbeitung der Ausgabe mit Scripten kann mit der Option -F ein alternatives Ausgabeformat erzeugt werden, bei dem in jeder Zeile ein identifizierender Buchstabe gefolgt vom entsprechenden Wert steht. Für jeden laufenden Prozess wird ein mehrzeiliger Abschnitt angelegt, der eingeleitet wird durch die Zeile mit dem Buchstaben p und der Prozess-ID. Innerhalb eines Prozessabschnitts befinden sich Werte wie die User-ID des Prozesses, eingeleitet durch u, außerdem mehrere Abschnitte zu den geöffneten Dateien, eingeleitet durch eine Zeile mit dem Buchstaben f und dem File-Descriptor. Eine beispielhafte Ausgabe für den Prozess sshd mit zwei Datei-Abschnitten sähe dann so aus:
```
...
p5502
g5502
R1
csshd
u0
Lroot
fcwd
a
l
tDIR
D0x811
s4096
i2
k25
n/
ftxt
a
l
tREG
D0x811
s540896
i657919
k1
n/usr/sbin/sshd
...
```

Verwendet wird dieses Ausgabeformat z. B. von einigen Scripten, die mit lsof mitgeliefert werden.

## Alltäglicher Nutzen
Sehr oft wird lsof genutzt, wenn der Unix-Befehl umount sich weigert, ein Gerät auszuhängen, wenn noch Dateien auf diesem Gerät bzw. in dessen Mount-Verzeichnis geöffnet sind (die Raute stellt eine Root-Shell dar):
```
# umount /mount/path
umount: /mount/path: device is busy.
```

Durch lsof lässt sich nun einfach feststellen, welche Programme beendet werden müssen, um ein erfolgreiches Aushängen zu gewährleisten:
```
# lsof /mount/path
bash 3156             usr cwd DIR               8,33     4096          2 /mount/path
```

Aus dem gefundenen Eintrag lässt sich entnehmen, dass der Nutzer usr noch eine bash-Shell mit PID 3156 laufen hat, die /mount/path als Arbeitsverzeichnis (Current Working Directory) nutzt, erkennbar am Typ DIR.
Die mount-Version aus dem util-linux-Paket weist sogar auf lsof hin:
```
# umount /mount/path
umount: /mount/path: device is busy.
       (In some cases useful info about processes that use the device is found by lsof(8) or fuser(1))
```